# High Barnet (Metropolitano de Londres)
High Barnet é uma estação de Metropolitano de Londres e antiga estação ferroviária, localizada em Chipping Barnet, Norte de Londres. A estação é o terminal norte do ramal de High Barnet da Northern line e está na Zona 5 do Travelcard. Ele está situado a 10,2 milhas (16,4 km) norte-noroeste de Charing Cross. A próxima estação ao sul é Totteridge & Whetstone.

## Serviços

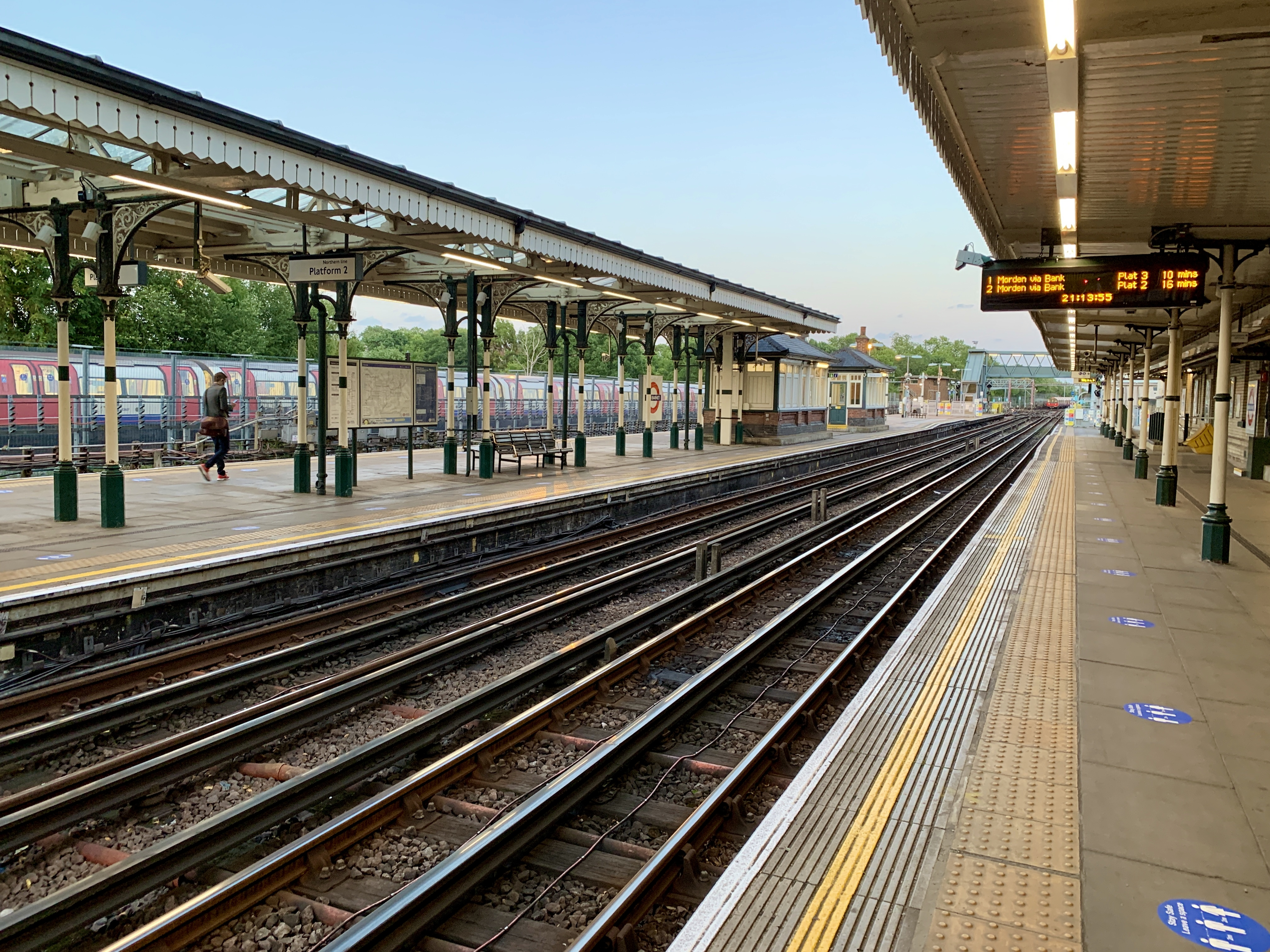
Imagem retratando o sul da Plataforma 1 da estação de metrô High Barnet, parte da Northern Line, Londres.

Os trens da linha do norte estão programados para chegar e partir a cada 3–9 minutos das três plataformas da estação para o sul, com trens operando para Morden via Bank ou para Kennington ou Morden via Charing Cross.
Nos dias em que o serviço Night Tube não está funcionando, entre 00:00 e 01:00, os trens que partem vão até East Finchley apenas, de onde as viagens para o centro de Londres podem ser continuadas pelo ônibus noturno N20, que também serve a estação High Barnet em si.
Quando os trens não forem mais obrigados a circular na linha Northern, eles podem ser estacionados nos desvios a leste da estação.

### Conexões
As linhas de ônibus de Londres 34, 107, 184, 234, 263, 307, 326, 383, 384, 389, as rotas escolares 606, 626, 634 e a linha noturna N20 servem a estação.

## História
A estação High Barnet foi planejada pela Edgware, Highgate and London Railway (EH&LR) e foi originalmente inaugurada em 1 de abril de 1872 pela Great Northern Railway (que assumiu a EH&LR)  no local original da Barnet Faire. Era o terminal do ramal de uma linha que ia de Finsbury Park a Edgware via Highgate.
Depois que a Railways Act de 1921 criou as "Quatro Grandes" empresas ferroviárias, a linha foi, a partir de 1923, parte da London & North Eastern Railway (LNER). A seção da filial de High Barnet ao norte de East Finchley foi incorporada à rede do metrô de Londres por meio do projeto "Northern Heights" iniciado no final da década de 1930. A estação de High Barnet foi servida pela primeira vez por trens da linha do Norte em 14 de abril de 1940 e, após um período em que a estação foi servida por ambas as operadoras, os serviços LNER terminaram em 1941. Os trens de carga da British Rail (o sucessor do LNER) continuaram a servir o pátio de mercadorias da estação até 1º de outubro de 1962, quando foi fechado.
A estação ainda mantém muito de seu caráter arquitetônico vitoriano original hoje, com vários edifícios de plataforma que datam da era pré-London Transport.
Em 2008, um novo bloco de acomodação da tripulação do trem foi construído imediatamente a sudoeste da estação em parte do estacionamento. Foi inaugurado em 31 de janeiro de 2010.
Além disso, outras melhorias foram introduzidas: uma nova entrada coberta sem degraus do estacionamento para a plataforma um agora está disponível, juntamente com uma rampa no final da plataforma conectando-a às plataformas dois e três. Há também dois banheiros acessíveis agora disponíveis. Estas obras foram integralmente concluídas em outubro de 2009. Portanto, há uma cobertura de acesso total sem degraus na estação, embora ainda exista um caminho consideravelmente íngreme para a estação se a abordagem for feita pelo norte e uma abordagem íngreme da estrada para o nível da estação pelo sul também permaneça.